# 千葉県道71号銚子旭線

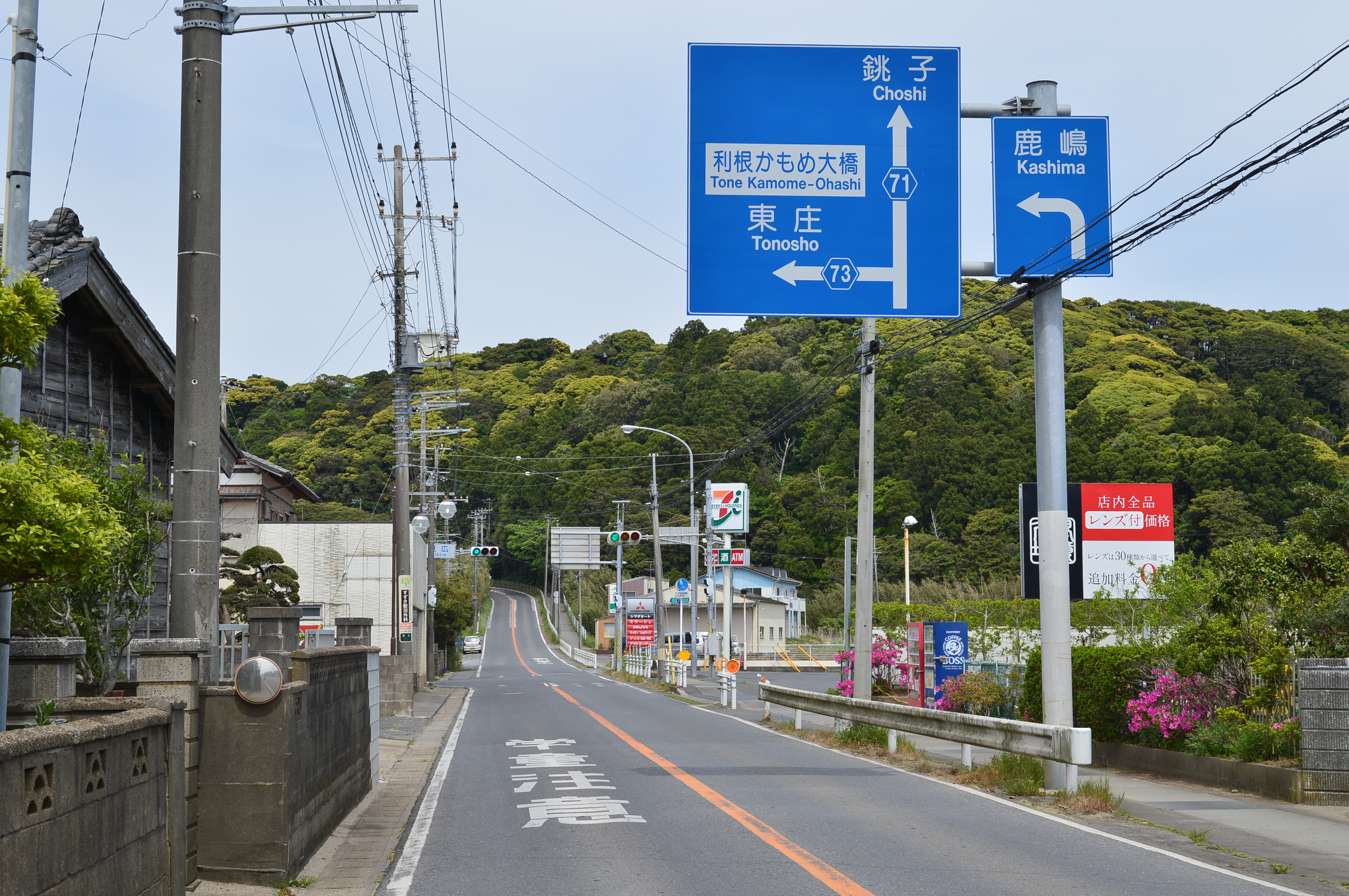
千葉県道71号銚子旭線
旭市見広（2015年5月）

千葉県道71号銚子旭線（ちばけんどう71ごう ちょうしあさひせん）は、千葉県銚子市から同県旭市に至る県道（主要地方道）である。

## 概要
JR成田線椎柴駅付近を起点とし、南下して総武本線猿田駅付近へ至る。以後、終点までほぼ総武本線に平行した経路をとる。また、旭市ニの終点から網戸交差点までの区間は嘗て国道126号であった。

### 路線データ
- 起点：銚子市野尻町 野尻町交差点（国道356号交点）
- 終点：旭市ニ 東総文化会館北側交差点（千葉県道28号旭小見川線・千葉県道35号旭停車場線・千葉県道104号八日市場井戸野旭線交点）
- 総延長：13,098m[要出典]

## 歴史
- 認定年月日：1955年（昭和30年）3月4日

## 路線状況

### 重複区間
- 千葉県道35号旭停車場線（旭駅入口交差点 - 東総文化会館北側交差点）

### 道路施設
- 猿田県道踏切（成田線）
- 橋梁（名称不明）（海上川）
- 野尻街道踏切（総武本線）
- 西猿田踏切（総武本線）
- 竜慶寺橋（仁玉川）

## 地理

### 通過する自治体
- 千葉県
  - 銚子市 - 旭市

### 交差する道路
- 千葉県銚子市
  - 国道356号（野尻町交差点）
  - 千葉県道211号飯岡猿田停車場線（猿田町）
- 千葉県旭市
  - 千葉県道73号銚子海上線（見広交差点）
  - 千葉県道210号飯岡停車場線（後草）
  - 国道126号（網戸交差点）
  - 千葉県道35号旭停車場線（旭駅入口交差点）
  - 千葉県道28号旭小見川線・千葉県道35号旭停車場線・千葉県道104号八日市場井戸野旭線（東総文化会館北側交差点）

### 周辺の主な施設
- 椎柴駅
- 銚子市立銚子高等学校（旧銚子市立銚子西高等学校）
- 猿田駅
- 猿田神社
- 銚子市立猿田小学校
- 倉橋駅
- 旭市立鶴巻小学校
- 旭市役所海上支所（旧海上町役場）
- 旭市立海上中学校
- 東漸寺
- 総合病院国保旭中央病院
- 千葉県立旭農業高等学校
- 旭市立中央小学校